# Kuchary Żydowskie
Kuchary Żydowskie – wieś sołecka w Polsce położona w województwie mazowieckim, w powiecie płońskim, w gminie Sochocin. Leży w środkowej Polsce, na ziemi ciechanowskiej, około 8 km na północny wschód od Płońska, 3 km na południowy wschód od Sochocina , na lewym brzegu Wkry. 
Gmina Kuchary należała pierwotnie do powiatu płońskiego w guberni płockiej. Po II wojnie światowej wieś znalazła się na terenie województwa mazowieckiego. W latach 1975–1998 należała administracyjnie do województwa ciechanowskiego, a w 1998 znów znalazła się w obrębie województwa mazowieckiego.

## Nazwa
Nazwa „Kuchary” określała „ludność pełniącą obowiązki w książęcej kuchni”, zatem wieś zawdzięcza swą nazwę mieszkańcom zobowiązanym do służby w dworskiej kuchni i płacenia danin na księcia lub biskupa. Ich służba polegała na tym, że w konkretny dzień wyznaczony do wypełnienia swoich obowiązków mieszkańcy opuszczali wieś i udawali się do dworu, gdzie przez określony czas posługiwali w kuchni, podawali do stołu, dokonywali uboju zwierzyny, oprawiali ją i przygotowywali do spożycia. Pierwsze zapiski dotyczące tej wsi pochodzą z 1230 roku, w których określono ją mianem Cvchari. Kuchary są wzmiankowane w 1406, Kuchari w 1425, Nowe Cuchari w 1432, Cuchari w 1456, Małe Kuchary w 1484, Nove Chuchary w 1485, Cvchari w 1504. Jako Kuchary kolejno w 1784, 1827, a w 1883 jako Kuchary Królewskie, gdyż w przeszłości były własnością królewską. Można spotkać się także z nazwą Kuchary Nowe lub Małe. Gdy w 1864 roku Komitet Urzędujący nadał gminie przywilej wybierania Żyda na wójta, zmieniono nazwę na Kuchary Żydowskie.

## Historia
We wsi znajdowały się sąd gminny, kasa wkładowa – zaliczkowa, młyn wodny, browar, karczma, tartak, fabryka sukna. Mieściła się tam siedziba gminy i należała do sądu gminnego III okręgu. 17 marca 1817 roku wieś wraz z okolicą została nabyta przez kupca żydowskiego, rabina Salamona Markusa Posnera, który przybył z Finlandii. Początkowo osiadł w Warszawie, gdzie dorobił się znacznego majątku, co pozwoliło mu na zakup tej ziemi (chociaż zgodnie z przepisami obowiązującymi w Królestwie Polskim Żydom nie wolno było nabywać majątków, transakcję potwierdzoną przez notariusza zalegalizowano, gdyż udowodniono, że Posner działał w tzw. dobrej wierze).
Salomon Posner miał ogromny wpływ na rozwój gminy. Zasługi rabina to przede wszystkim zadbanie o utworzenie żydowskiej kolonii rolnej w Kucharach Żydowskich, a w roku 1823 zbudowanie od podstaw fabryki sukna, która zainaugurowała rozwój tej gałęzi przemysłu na terenie Królestwa Polskiego. Fabryka zatrudniała wówczas 300 robotników żydowskich (choć niektórzy utrzymywali, że nawet ok. 1000), których ściągano z pobliskich miejscowości, a następnie osiedlono wraz z rodzinami w Kucharach. Dla osiedlonej społeczności Posner ufundował dwa domy modlitwy, a swój dwór w Kucharach uczynił ośrodkiem życia kulturalnego i religijnego. Upadek manufaktury wskutek decyzji administracyjnych w 1863 był swoistą karą zaborcy dla rodziny Posnerów za czynny udział w zrywie narodowym, jakim było powstanie styczniowe. Ukaz z 1864 roku uznał wszystkich kolonistów Kuchar za włościan, przekazując grunty na własność oraz ustanawiając lokalny samorząd. Reforma spowodowała, że praca żydowskich osadników na roli przestała zwalniać ich z obowiązku pełnienia służby wojskowej. Większość kolonistów porzuciła więc pracę na roli i zaczęła zajmować się drobnym handlem, kramarstwem oraz rzemiosłem. Warto zaznaczyć, że upadek żydowskiej produkcji rolniczej spowodował stopniowy odpływ Żydów z Kuchar. W roku 1865 fabryka sukna na nowo zaczęła swą produkcję i odniosła olbrzymi sukces finansowy.
Po śmierci Salomona majątek Kuchary przeszedł w ręce kilku spadkobierców, po czym wystawiono go na licytację. Bank Polski nabył go za 30 tysięcy rubli. Ostatecznie Kuchary pozostały w rękach Matyldy Posner. W 1895 roku podzielono je na pięć odrębnych części hipotetycznych: Kuchary-Ickowice, Dadziówkę, Jędrzejowo, Jakubowo, Rachelinko-Salomonkę). Rok później, po śmierci Matyldy, dobra przejął Stanisław Posner. Jednak ze względu na trudności rolników żydowskich w gospodarowaniu Dadziówka,
Jędrzejowo i Jakubowo przy udziale Banku Włościańskiego rozparcelowano pomiędzy okolicznych włościan–katolików, a Kuchary-Ickowice i Rachelinko-Salomonka po podziale na mniejsze całości wydzierżawiano między innymi starozakonnym. 
Po zakończeniu I wojny światowej we wsi odnotowano spadek liczby ludności żydowskiej. Jedną z przyczyn był upadek fabryki sukna, zniszczonej w czasie wojny. Wówczas Żydzi, którzy stanowili znaczną część załogi, w poszukiwaniu lepszych perspektyw wyemigrowali do innych pobliskich miast. Ludność Kuchar została też poważnie uszczuplona wskutek epidemii – grypy „hiszpanki”. Podczas II wojny światowej część mieszkańców wywieziono na przymusowe roboty do Niemiec. W latach 1940–1941 na terenie Kuchar Żydowskich funkcjonował hitlerowski obóz pracy przymusowej dla Żydów. Przebywało w nim i niewolniczo pracowało od 70 do 150 osób (Żydów i Polaków). Przez rok istnienia obozu odnotowano w nim obecność 5200 osób. Dziś fakt istnienia obozu upamiętnia obelisk postawiony w 1979 roku, który jest swoistym hołdem oddanym wszystkim poległym w hitlerowskim obozie pracy przymusowej w latach 1940–1941. Kuchary Żydowskie zamieszkuje aktualnie niespełna 300 mieszkańców.

## Rodzina Posnerów
Salomon Markus Posner i jego rodzina utożsamiała się z Polską. Siostrzeniec Samuela Posnera – Stanisław Posner to publicysta i działacz społeczny w okresie II Rzeczypospolitej, współtwórca i działacz Ligi obrony Praw Człowieka i Obywatela. Jego zaangażowanie dla „sprawy polskiej” było nie do przecenienia. Mówiono o nim, że „ciężko chorował na Polskę”.

## Atrakcje turystyczne
Warto zobaczyć aleję lipową z drugiej połowy XIX wieku otaczającą dwór powstały na przełomie XIX i XX wieku. W miejscowości znajduje się też obelisk upamiętniający wszystkich poległych w hitlerowskim obozie pracy. Dodatkową atrakcją turystyczną Kuchar Żydowskich są spływy kajakowe Wkrą.